# Hylaeus pictipes
Hylaeus pictipes là một loài ong trong họ Colletidae. Loài này được Nylander miêu tả khoa học đầu tiên năm 1852.